# 泰雷凯卡州
泰雷凯卡州（英語：Terekeka）是南蘇丹曾经的一个州，位在該國南部。人口176,030人（2014年），首府泰雷凯卡，下轄5郡。

## 行政區劃
下轄5郡：
- 泰雷凯卡
- Jemeza
- Tali
- Tigor
- Gwor